# Tania Álvarez Alter
Tania Álvarez Alter   (Torrelles de Llobregat, 2002) és una boxejadora professional catalana que és la campiona d'Europa de pes supergall.
Álvarez va debutar en la boxa professional el 23 d'octubre de 2021, i va derrotar Natalia Francesca per decisió majoritària en un combat a quatre assalts al Casal Cultural i Recreatiu de Castellbisbal.
Després d'haver acumulat un rècord perfecte de set victòries en set combats, es va enfrontar a l'australiana Skye Nicolson pel títol vacant de plata de pes ploma femení del Consell Mundial de Boxa al Campionat Mundial indiscutible entre Amanda Serrano i Erika Cruz al Hulu Theater del Madison Square Garden de Nova York, el 4 de febrer de 2023. En el que va ser el seu primer combat celebrat fora d'Espanya, va perdre per decisió unànime.
Álvarez va baixar una divisió de pes i va tornar al Casal Cultural i Recreatiu, on havia debutat com a professional. El 13 d'abril de 2024 es va enfrontar a la italiana Maria Cecchi pel títol vacant de pes supergall europeu. Va guanyar per decisió unànime, amb els tres jutges de primera fila puntuant el combat 96-94. Al mateix lloc, el 30 de novembre de 2024, Álvarez va defensar el títol de forma reeixida i va derrotar la boxejadora francesa Odelia Ben Ephraim per decisió unànime.